# Amata socken
Amata socken (lettiska: Amatas pagasts) är ett administrativt område i Amata kommun i Lettland.